# Vincenzo Chilone
Vincenzo Chilone (Venezia, 10 luglio 1758 – Venezia, 12 gennaio 1839) è stato un pittore e scenografo italiano.
Fu un pittore vedutista prospettico, cui lavori in passato sono stati confusi con quelli del Canaletto e di altri vedutisti veneziani di maggior fama.

## Biografia
Di famiglia poverissima, e rimasto senza padre all'età di due anni, a dieci anni fu avviato ad esercitare l'arte del calzeta, cioè del fabbricatore di calze di seta. In seguito entrato nella bottega di un intagliatore in legno e, dopo aver conosciuto Sante Bosello, pittore prospettico suo vicino di casa e allievo di Francesco Battaglioli, fu avviato all'arte pittorica e accolto nella scuola di quest'ultimo.
Necessità economiche (17 figli) e disgrazie familiari lo condussero a lavorare come gregario per lo scenografo imprenditore Alessandro Mauro, con cui collaborò - senza che figurasse mai il suo nome - negli allestimenti e gli apparati effimeri costruiti a Venezia nell'ultimo scorcio di vita della Repubblica. Morto il Mauro, tentò brevemente di lavorare in proprio fino al 1795, quando accettò di seguire a Udine lo scenografo Antonio Mauro, collaborando come prospettico alla decorazione ad affresco del teatro che stava affrescando Giambattista Canal. Ad Udine soggiornò a lungo ed è da supporre che operasse quale decoratore di ambienti, come attestano gli affreschi di Palazzo Marcotti.
Tornato a Venezia attorno al 1815, ma privo di lavoro e dimenticato da tutti, lavorò a giornata per altri pittori. La maggior parte delle sue vedute furono comperate per pochi denari da mercanti che le rivendevano ricavandone grosse somme. Nell'ultimo ventennio produsse vedute di più ampio respiro, in cui dà prova di piena autonomia stilistica. Conosciutissimo è Il ritorno dei cavalli marciani, meno nota la tela del Museo Correr di Venezia La piazzetta dei leoncini col Palazzo Patriarcale, entrambi dipinti ben lontani da suggestioni canalettiane. Nel 1824 fu eletto membro della Imperial Regia Accademia di Belle Arti di Venezia, in qualità di pittore prospettico. Morì povero come era nato, a 81 anni; il funerale si tenne nella parrocchia di san Trovaso.